# Dalstein
Dalstein é uma comuna francesa na região administrativa de Grande Leste, no departamento de Mosela. Estende-se por uma área de 3,97 km². Em 2010 a comuna tinha 374 habitantes (densidade: 94,2 hab./km²).